# ニール・モーハン
ニール・モーハン（Neal Mohan、1973年7月14日 - ）は、アメリカ合衆国の経営者。YouTubeの現在のCEOで、かつてはYouTubeのCPOを務めていた。
マイクロソフトとも連携しており、スティッチ・フィックスと23andMeの取締役をそれぞれ務めている。

## 経歴
1973年にインドのウッタル・プラデーシュ州ラクナウで生まれ、ミシガン州とフロリダ州で育つ。セント・フランシス大学の高校時代に短期間インドで過ごした後にアメリカに戻った。スタンフォード大学出身で、1996年に電気工学の学位を取得して卒業した。
1997年、モーハンはNet Gravityと呼ばれるスタートアップに参加し、会社の運営の重要人物となり、その知名度を上げた。同年にNet Gravityはダブルクリックに買収され、カリフォルニア州からニューヨーク州の会社の本社に移った。2000年代に入ると、インターネット・バブルの崩壊を受け、ダブルクリックはコスト削減をモーハンに依存するようになり、会社内の中心的なビジネス業務に徐々に関与する。その後、モーハンはダブルクリックの事業運営担当副社長となった。2003年、スタンフォード大学に戻りMBAを取得した。スタンフォード大学在学中、ダブルクリックは1999年にAbacus Directを買収したことに起因する深刻な問題に直面し始めたため、最終的に合併が事実上破棄された。
2007年にはダブルクリックがGoogleによって買収され、その後モーハンはGoogleに入社した。15年間、モーハンはGoogleの重役だったスーザン・ウォジスキと共にキャリアを担当した。Googleではディスプレイ広告と動画広告のシニア・バイス・プレジデントを務めていた。
2015年、YouTubeのCPOに任命された。YouTube TV、YouTube Music、YouTube Premium、YouTube Shorts等のサービス開発に携わり、主要な役割を果たした。
2023年2月、YouTube上でCEO退任を表明したウォジスキの後任として、YouTubeのCEOに任命された。

## 人物
妻は非営利および福祉部門で20年間働いてきたヘマ・サリーン・モーハン。